# Condado de Hill (Texas)
O condado de Hill é um dos 254 condados do estado norte-americano do Texas. A sede do condado é Hillsboro, e sua maior cidade é Hillsboro.
O condado possui uma área de 2 553 km² (dos quais 60 km² estão cobertos por água), uma população de 32 321 habitantes, e uma densidade populacional de 13 hab/km² (segundo o censo nacional de 2000).
O condado foi criado em 1853.

## Cidades
- Abbott